# Alexandre Edmond Becquerel
Alexandre-Edmond Becquerel (da non confondere col più famoso figlio, Antoine Henri Becquerel; 24 marzo 1820 – 11 maggio 1891) è stato un fisico francese.
Si occupò di magnetismo, elettricità, ottica e dello studio dello spettro solare. Sono famosi i suoi studi sulla luminescenza e fosforescenza dei materiali. Era il figlio di Antoine César Becquerel e il padre di Antoine Henri Becquerel.
Nacque a Parigi e fu pupillo, assistente e poi successore del padre al Musee d'Histoire Naturelle Parigino. Fu professore all'istituto Agronomico di Versailles nel 1849 ed ottenne la cattedra di fisica al Conservatoire des Arts et Metiers nel 1853.
Edmond collaborò col padre in molti dei suoi lavori, ma si concentrò maggiormente sullo studio della luce, sugli effetti fotochimici e spettroscopici dello spettro solare.
Becquerel pubblicò negli anni 1867-1868 un trattato in due volumi dal titolo La Lumière, ses causes et ses effets. Ha inoltre studiato le proprietà diamagnetiche e paramagnetiche delle sostanze; si interessò del fenomeno della decomposizione elettrochimica accumulando molte prove a favore della legge di Faraday sull'elettrolisi.

## Famiglia
- Antoine César Becquerel (suo padre)
- Antoine Henri Becquerel (suo figlio)
- Jean Becquerel (suo nipote)

## Opere
- (FR)  La lumière, ses causes et ses effets[collegamento interrotto] (Paris : F. Didot frères, fils et Cie, 1867-1868)
- (FR)  Mémoire sur le rayonnement chimique qui accompagne la lumière solaire et la lumière électrique [collegamento interrotto] (Paris : Impr. royale, 1842)
- (FR)  con Antoine César Becquerel Traité d'électricité et de magnétisme, leurs applications aux sciences physiques, aux arts et à l'industrie[collegamento interrotto] (Paris : Firmin-Didot frères, 1855-1856)
- (FR)  con Antoine César Becquerel  Résumé de l'histoire de l'électricité et du magnétisme (Paris : Firmin-Didot frères, 1858)
- (FR)  con Antoine César Becquerel  Éléments de physique terrestre et de météorologie  (Paris : Firmin-Didot frères, 1847)